# Транквилити (Калифорнија)
Транквилити (енгл. Tranquillity) насељено је место без административног статуса у америчкој савезној држави Калифорнија.

## Демографија
По попису из 2010. године број становника је 799, што је 14 (-1,7%) становника мање него 2000. године.
| Група             | 2000.       | 2010.       |
| Белци             | 239 (29,4%) | 150 (18,8%) |
| Афроамериканци    | 6 (0,7%)    | 9 (1,1%)    |
| Азијати           | 30 (3,7%)   | 2 (0,3%)    |
| Хиспаноамериканци | 528 (64,9%) | 637 (79,7%) |
| Укупно            | 813         | 799         |